# Wilibald von Schulenburg

Wilibald von Schulenburg

Wilibald von Schulenburg (auch Willibald von Schulenburg; * 6. April 1847 in Charlottenburg; † 29. April 1934 in Berlin-Zehlendorf) war ein deutscher Landschaftsmaler und Volkskundler. Er ist vor allem für seine Studien zu Sagen und Brauchtum der Sorben in der Niederlausitz bekannt.

## Leben und Werk
Wilibald von Schulenburg stammt aus dem altmärkischen Adelsgeschlecht Schulenburg und wurde als Sohn des königlichen Hofjagdjunkers und Jagdzeugmeisters im Schloss Grunewald Ludwig Anton von Schulenburg (* 27. April 1809 in Frankfurt am Main; † 5. Juni 1869) geboren. Mit einem älteren Bruder wuchs er ab März 1852 im Jagdschloss Grunewald auf. Nach Unterricht durch Hauslehrer war er Schüler am Pädagogium Charlottenburg, der Nachfolgeeinrichtung der von Ludwig Cauer (1792–1834) gegründeten Cauerschen Anstalt, und am Friedrichswerderschen Gymnasium in Berlin. 
Nach dem Abitur im Jahr 1868 trat er als Fahnenjunker in das 2. Garde-Regiment zu Fuß Nr. 7 ein. Er nahm nach seiner Beförderung zum Leutnant am Deutsch-Französischen Krieg teil. Wegen einer schweren Verwundung in der Nähe des Dorfes Sainte-Marie-aux-Chênes beim Sturm auf Saint Privat de la Montagne am 18. August 1870 musste sein linker Arm amputiert werden. Er wurde als Adjutant zum Gouverneur von Posen versetzt, bis er 1875 als Premierleutnant freiwillig seinen Abschied vom Militär nahm. Einen Ruf zum Privatsekretär des späteren Kaisers Friedrich III. lehnte er ab. Stattdessen nahm er Unterricht in Landschaftsmalerei und ließ sich nach seinem Ausscheiden aus dem Militärdienst als Marine- und Landschaftsmaler in Charlottenburg nieder. Er schuf Ölbilder und kleinformatige Ansichten aus der Umgebung von Berlin und der Mark Brandenburg. Studienreisen führten ihn 1875 nach Norwegen und 1876 nach Hessen.
Von 1876 bis 1879 lebte er beim Kleinbauern Badarak in Burg (Spreewald), zeichnete Häuser und Kleidung der einheimischen Bevölkerung, erlernte die niedersorbische Sprache und sammelte Sagen und Gebräuche – unter anderem vom Fischer Kito Pank –, die er 1880 in seinem Buch Wendische Volkssagen und Gebräuche aus dem Spreewald veröffentlichte. Rudolf Virchow erweckte 1879 sein Interesse für Vorgeschichte und führte mit ihm Ausgrabungen auf dem Schlossberg bei Burg, in Brahmow bei Werben (Spreewald) und auf Urnenfeldern in der Umgebung durch. 1880 organisierte Schulenburg für den Internationalen Anthropologenkongress in Berlin die Abschlussexkursion in den Spreewald. Dann lebte er einige Zeit in Schleife in der preußischen Oberlausitz, um sich auch mit der dortigen Sagenwelt bekannt zu machen. Die Sagen des Bauern Johann Hantscho-Hano veröffentlichte er teilweise in seinem 1882 erschienenen Buch Wendisches Volkstum in Sage, Brauch und Sitte, zum Teil in den Niederlausitzer Mitteilungen (Band 3, S. 223–230 und 292–299, sowie Band 14, S. 1–72). Neun Monate lang half als freier Mitarbeiter bei der Neuordnung der vorgeschichtlichen Sammlung im Museum für Völkerkunde in Berlin. Seinen vierjährigen Aufenthalt in Oberbayern und Italien beschrieb er in dem Aufsatz Ein Bauernhaus im Berchtesgadener Ländchen (1896). 
Dann lebte er in Berlin und reiste in den Schwarzwald, besuchte Sylt, Borkum und Bornholm. Nach dem Ersten Weltkrieg zog er nach Oldenburg, später nach Neustrelitz, wo am 5. Juli 1929 seine Frau starb, was ihn zur Rückkehr nach Berlin bewegte. Er erlebte noch die Neuauflage seiner Wendische Volkssagen und die Vorbereitungen zur zweiten Auflage des Wendischen Volkstums. Im Februar 1934 stürzte er infolge eines Schwächeanfalls und zog sich einen Oberschenkelbruch zu, von dem er sich nicht mehr erholte. Er starb im Hubertus-Krankenhaus in Berlin-Zehlendorf und wurde auf dem Friedhof Zehlendorf, Onkel-Tom-Straße bestattet. Die Grabstelle wurde inzwischen eingeebnet.
Schulenburgs Nachlass wird vom Heimatverein für den Bezirk Zehlendorf e. V. verwahrt, einige Aquarelle gingen an das Teltower Kreismuseum. Schon zu Lebzeiten schenkte er seine Sammlung vorgeschichtlicher Funde dem Berliner Völkerkundemuseum, nachträglich erworbene Stücke dem Märkischen Museum, volkstümliche Sachen dem Museum für Volkskunde und 29 kleine Ölgemälde sowie rund 200 Bleistiftzeichnungen der Niederlausitzer Gesellschaft für Geschichte und Altertumskunde. Schulenburg wurde mit dem Eisernen Kreuz II. Klasse, der Kriegsteilnehmerdenkmünze 1870/71 und der Zentenarmedaille 1897 ausgezeichnet. Er war Mitglied der Berliner Gesellschaft für Anthropologie, Ethnologie und Urgeschichte (ab 1880), des Vereins für Volkskunde in Berlin, korrespondierendes Mitglied der Wiener Anthropologischen Gesellschaft und des Fischereivereins für die Mark Brandenburg, Ehrenmitglied der Brandenburgia sowie seit deren Gründung 1884 Ehrenmitglied der Niederlausitzer Gesellschaft für Anthropologie und Urgeschichte.

## Werke
Schulenburg veröffentlichte seine Artikel über Naturbeobachtungen, Sagen, Volkstum und vorgeschichtliche Funde im Monatsblatt der Gesellschaft für Heimatkunde und Heimatschutz in der Mark Brandenburg „Brandenburgia“, in der Zeitschrift für Ethnologie, Verhandlungen der Berliner Gesellschaft für Anthropologie, Ethnologie und Urgeschichte, Zeitschrift des Vereins für Volkskunde sowie den Niederlausitzer Mitteilungen. Seine wichtigsten Werke waren:
- mit Rudolf Virchow: Der Spreewald und der Schlossberg von Burg. Wiegandt, Hempel & Parey, Berlin 1880 (Digitalisat)
- Wendische Volkssagen und Gebräuche aus dem Spreewald. Brockhaus, Leipzig 1880; 2. Auflage: Heine, Cottbus 1930 (mit Zeichnungen des Verfassers); Nachdruck der 1. Auflage: M. Sändig, Wiesbaden 1969
- Wendisches Volkstum in Sage, Brauch und Sitte. Nicolai-Verlag, Berlin 1882; 2. Auflage: Harrassowitz, Leipzig 1934; Nachdruck: Kraus, Nendeln/Liechtenstein 1968; Nachdruck: Domowina, Bautzen 1985, 1988 und 1993, ISBN 3-7420-0262-7
- Märkische Kräuterei aus dem Kreise Teltow. In: Brandenburgia. 5. Jahrgang, 1896/97, S. 137–205
- Ein Bauernhaus im Berchtesgadener Ländchen. In: Mittheilungen der Anthropologischen Gesellschaft in Wien. 26. Band, Wien 1896, S. 61–86
- Das Hirtenwesen in einem märkischen Dorfe in der ersten Hälfte des vorigen Jahrhunderts. In: Archiv der Brandenburgia, Gesellschaft für Heimatkunde der Provinz Brandenburg zu Berlin. Band 11, 1904, S. 1–126
- Innere Volkskunde. In: Robert Mielke, Wilibald von Schulenburg, Heinrich Lohre und Albert Kiekebusch: Landeskunde der Provinz Brandenburg. Band 3. Die Volkskunde. Dietrich Reimer, Berlin 1912, S. 161–261
- Delnjoserbske a namjezne ludowe pěsnje [Niedersorbische und angrenzende Volkslieder]. In: Časopis Maćicy Serbskeje. Band 65, 1912, S. 81–138